# Fara (Kostel)
Fara is een plaats in Slovenië en maakt deel uit van de gemeente Kostel in de NUTS-3-regio Jugovzhodna Slovenija. De plaats telde 42 inwoners op 1 januari 2020.